# Sensibility
《Sensibility》(센시빌리티)는 백지영의 7번째 정규 음반이다.

## 수록곡
1. GO!
2. 입술을 주고
3. 돌아와 줘
4. 총 맞은 것처럼
5. 여자들만 아는 거짓말
6. 멜로디
7. Sentimental City
8. Keep The Faith
9. 그대의 의자
10. 이리 와
11. 밤새도록

- 입술을 주고, 이리 와, 밤새도록은 《청소년보호법》에 따라 청소년유해매체물로 지정되어 있기 때문에 19세 이상만 청취할 수 있다.